# Одноочка, Двоочка й Триочка

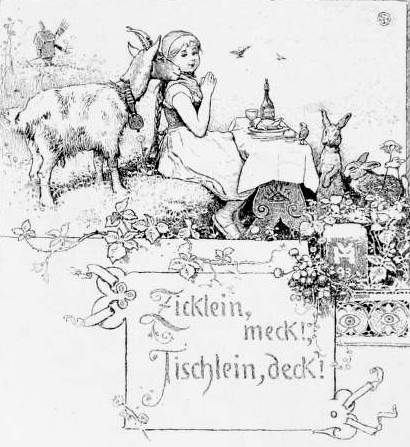
Двоочка та дивовижний столик (ілюстрації Герман Фоґель (німецький ілюстратор))

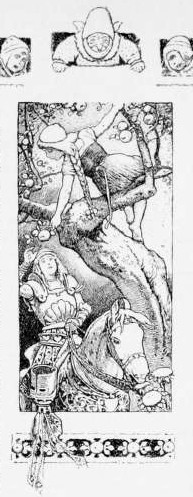
Яблука для лицаря

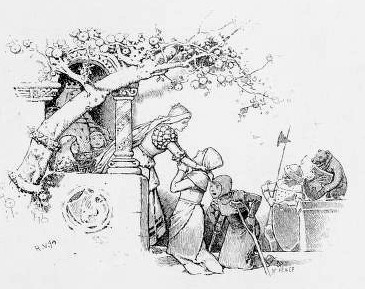
Двоочка приймає сестер

«Одноо́чка, Двоо́чка й Трио́чка» (нім. Einäuglein, Zweiäuglein und Dreiäuglein) — казка братів Грімм про трьох сестер з різною кількістю очей, з яких одна, схожа на звичайну людину, попри образи з боку інших двох, знайшла своє щастя. За системою класифікації казкових сюжетів Аарне — Томпсона має номер 511.

## Сюжет
Жінка мала три дочки, в яких була різна кількість очей: Одноочку, Двоочку і Триочку. З Двоочкою мати і сестри поводилися дуже погано, оскільки вона виглядала як інші люди, хоча в казці не згадано про кількість очей матері. І бідолашній доводилося харчуватися недоїдками. Якось, коли голодна Двоочка сиділа зі своєю козою і плакала, перед нею з'явилася чаклунка, яка навчила її чудовим словам. Варто їх сказати козі, і дівчина могла завжди отримати смачну їжу. Слова були такі: «Кізочко, ме-ме, стіл накривай!». Після насичення слід було сказати: «Кізочко, ме-ме, стіл прибирай!» — і стіл відразу зникав.
Коли Двоочка в такий спосіб отримала харчування, то перестала їсти домашні недоїдки, які залишали сестри. Тоді Одноочка вирішила піти з Двоочкою в поле, щоб дізнатися причину. Коли Одноочка, стомлена від ходьби й спеки сіла в траві, то Двоочка заколисала її око, і та нічого не помітила. Наступного дня в поле пішла Триочка, але коли Двоочка її заколисувала, то забула про третє око, і тій вдалося підглянути звідки Двоочка бере собі їжу. Коли мати дізналася про таємницю Двоочки, вона від заздрості вбила козу. Двоочка пішла в поле і там гірко плакала. Знову перед нею з'явилася чаклунка і порадила закопати кишки кози перед вхідними дверима. Наступного ранку на цьому місці виросло дерево зі срібним листям і золотими яблуками, які не даються в руки нікому, крім Двоочки. Мати ж від заздрощів стала поводитися з нею ще гірше.
Якось повз дерево проїжджав молодий лицар. Побачивши його, сестри сховали Двоочку, накривши її порожньою бочкою. Милуючись деревом, лицар запитує, кому воно належить. Одноочка і Триочка сказали, що дерево їхнє. Однак їм не вдалося зірвати ні плодів, ні гілок для лицаря. Тим часом Двоочка викотила з-під бочки під ноги лицаря два золоті яблука. Здивований лицар розпитав сестер, і ті зізналися, що мають ще сестру, Двоочку, яка виглядає як звичайні люди. Побачивши Двоочку, лицар зачарувався її красою і незабаром одружився з нею. Слідом за Двоочкою, до її нового житла прийшло дивовижне дерево.
Через довгий час після тих подій, перед замком Двоочки з'явилися дві жебрачки, в яких вона впізнала своїх сестер. Попри все зло, яке сестри спричинили їй колись, Двоочка прийняла їх ласкаво і облагодіяла, так що Одноочка і Триочка щиро пожалкували про зло, яке заподіяли своїй сестрі в молодості.

## Походження сюжету
Вперше казку 1816 року опублікував Теодор Пєшек у журналі Йоганна Ґустава Бюшинга «Щоденні повідомлення для друзів історії, мистецтва і вченості середньовіччя» (Т. 2, стор. 17-26) під заголовком «Історія про Одноочку, Двоочку і Триочку». Текст у редакції братів Грімм більш описовий, з великою кількістю прямої мови, проте без зміни змісту сюжету. У «рейнському варіанті», записаному «при Кобленці» (примітка Вільгельма Грімма) сестер було вісім.
Найраніша публікація подібної казки, «Земляна корова» Мартина Монтануса, відбулася 1560 року, проте брати Грімм з нею не були знайомі.

## Інтерпретації

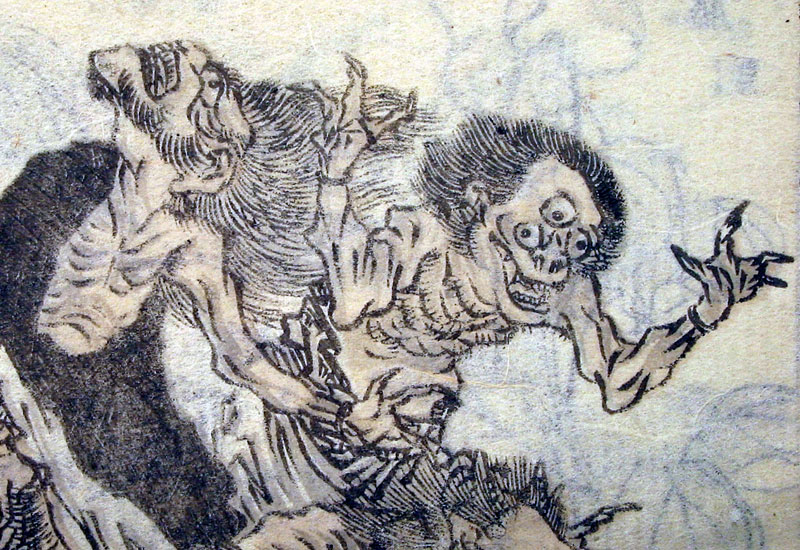
Одноокий і триокий оні (Кацусіка Хокусай, 1760—1849 роки)

Двоочка — єдина із сестер, яка не має ока посеред чола, яке вважали «злим поглядом».
Брати Грімм порівнювали Одноочку з Поліфемом і Одіном, а Триочку — з Юпітером, який у деяких варіантах міфу мав три ока. Гедвіґ фон Бейт інтерпретував козу як материнський символ, який може бути Гейдрун — небесною козою з давньонімецьких та скандинавських переказів. Цей символ проявляється в образі чаклунки, і навіть дерева життя, срібло і золото якого вказують на метал і вогонь Матері-Землі, тоді як бочка втілює злу матір.
Фрідель Ленц в образі Двоочки вбачає сучасну розумну душу, яка повинна піти зі світу фантазії, який більше не дає їй їжі.
Памела Треверс в образі Одноочки бачила «недолюдське», в образі Триочки — «надлюдське», які однаково жахливі і не можуть живитися духовною їжею, доступною тільки нормальним людям.